# Battaglia di Albert (1918)

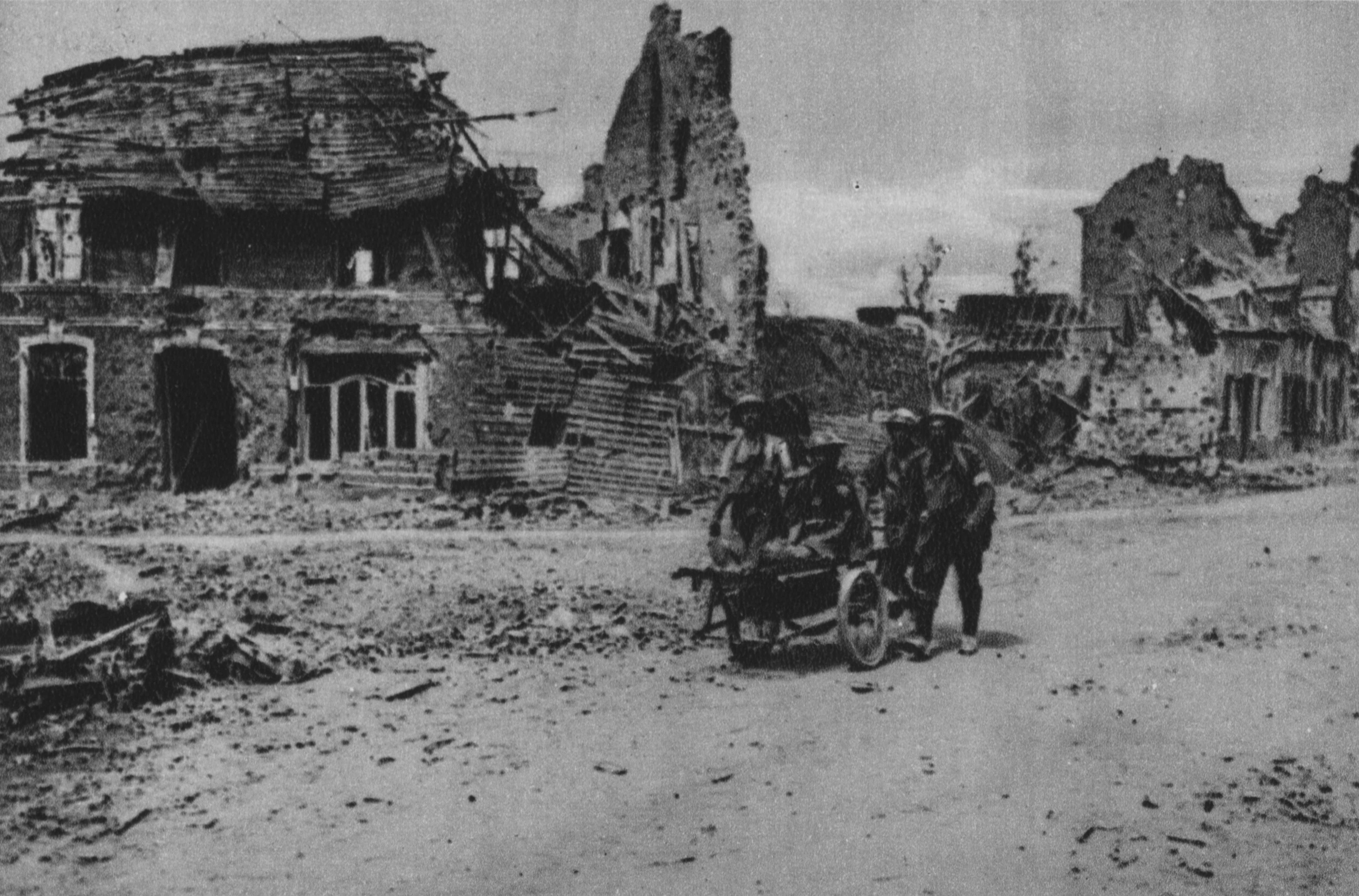
Soldati inglesi sullo sfondo del villaggio di Albert nel 1918.

La battaglia di Albert (21 - 22 agosto 1918) è stata la terza battaglia con questo nome combattuta durante la prima guerra mondiale, dopo gli omonimi scontri avvenuti nel 1914 e nel 1916. La terza battaglia, di minor rilievo rispetto alle altre, è rilevante perché costituisce il momento preparatorio alla seconda battaglia della Somme. Vi fu pesantemente coinvolta la divisione neozelandese, formata dopo la disastrosa campagna di Gallipoli. Questo attacco fu l'inizio dell'avanzata che ebbe nell'attacco lanciato dalla British Third Army e dal II corpo d'armata degli Stati Uniti il suo motore principale.
Gli attacchi consentirono un'avanzata che fece arretrare di 50 miglia il fronte della 2ª armata tedesca. Il 22 agosto la divisione neozelandese conquistò Albert, mentre inglesi e statunitensi avanzavano su Arras. Il 29 agosto fu la volta di Bapaume a cadere in mani angloamericane, il che si tradusse in un'avanzata da parte dell'Australian Corps, che attraversò il fiume Somme il 31 agosto e fece breccia nelle linee tedesche durante la battaglia di Mont Saint Quentin. Il risultato finale delle diverse azioni di sopra ricordate fu il ripiegamento dell'esercito tedesco sulla linea Hindenburg, dalla quale avevano lanciato l'Offensiva di primavera.